# Phenom 100
A Phenom 100 a brazil Embraer repülőgépgyár könnyű sugárhajtású üzleti repülőgépe. Első felszállását 2007. július 26-án hajtotta végre. Sorozatgyártása 2008 közepétől várható, 2009-re évi 120–150 db építését tervezik. Ára 2,98 millió amerikai dollár. Négy utas szállítására alkalmas, a mosdó elhagyásával azonban hat fő is elhelyezhető.
A Phenom 100 nagyobb méretű változata a 7–8 utas szállítására alkalmas, jelenleg még fejlesztési fázisában lévő Phenom 300 lesz.

## Műszaki adatai

### Tömeg- és méretadatok
- Fesztáv: 12,3 m
- Hossz: 12,50 m
- Magasság: 4,37 m
- Legnagyobb felszállótömeg: 4550 kg

### Hajtóművek
- Hajtómű: Pratt & Whitney Canada PW617F kétáramú gázturbinás sugárhajtómű
- Hajtóművek száma: 2 db
- Tolóerő: 2×7,3 kN

### Repülési adatok
- Utazómagasság: 12 500 m
- Maximális sebesség: 704 km/h
- Hatótávolság: 2148 km

## Külső hivatkozások
- A Phenom 100 az Embraer honlapján (angolul és portugálul)
- A FlugRevue cikke a Phenom 100-ról (angolul)